# Беляевский, Александр Дмитриевич
Александр Дмитриевич Беляевский (13 ноября 1935, город Антрацит, Луганская область, Украина ― 2013) ― советский врач-анестезиолог-реаниматолог, доктор медицинских наук, профессор. Заслуженный врач Российской Федерации.

## Биография
Родился Александр Дмитриевич 13 ноября 1935 года в городе Антраците Луганской области на Украине. В 1952 году поступил на лечебно-профилактический факультет Ростовского государственного медицинского института. Александр Беляевский после окончания четвёртого курса был переведен на Военно-морской факультет при 1-м Ленинградском медицинском институте имени академика И. П. Павлова, который окончил в 1958 году. В 1958―1960 годах служил врачом на подводной лодке в составе Краснознамённого Черноморского флота.
С 1960 по 1968 год он работал врачом анестезиологом-реаниматологом в окружном военном госпитале Северо-Кавказского военного округа. Александр Дмитриевич прошёл специализацию по анестезиологии и реаниматологии в городах Ленинграде и Ростове-на-Дону. В 1968 году А. Д. Беляевский защитил кандидатскую диссертацию. С 1969 года Александр Дмитриевич Беляевский работал в Ростовском медицинском институте ассистентом, затем доцентом кафедры общей хирургии по курсу анестезиологии и одновременно Александр Дмитриевич возглавлял организованное им первое на Дону отделение анестезиологии и реанимации в Центральной городской больнице имени Н. А. Семашко. С 1979 года он работал заведующим кафедрой анестезиологии-реаниматологии лечебно-профилактического факультета Ростовского государственного медицинского института. В 1981 году под руководством профессора Партеха Марковича Шорлуяна А. Д. Беляевский защитил докторскую диссертацию. В 1983 году Александру Дмитриевичу присвоено учёное звание ― профессор.
С 1986 года и до последних дней жизни Александр Дмитриевич заведовал кафедрой анестезиологии и реаниматологии факультета усовершенствования врачей Ростовского государственного медицинского института. Профессор А. Д. Беляевский был главным анестезиологом-реаниматологом Южного федерального округа.
Александр Дмитриевич Беляевский возглавлял анестезиолого-реаниматологическую службу Южного федерального округа России.
Беляевский А. Д. ― автор первого в стране двухтомного сборника задач для программированного обучения и контроля знаний (1992), который стал основой для федеральных тестов при сертификации и аттестации врачей.
Профессор Беляевский разработал и внедрил в клиническую практику «глюкозо-электролитный коктейль». Он выполнил первую в мире операцию по аллопластике передних парабазальных отделов черепа, глазниц и костей носа совместно с А. Н. Соломиным. Беляевский Александр Дмитриевич разработал новые принципы обезболивания в травматологии.
Александр Дмитриевич является автором около 500 научных публикаций в стране и за рубежом, в том числе одиннадцати монографий и одиннадцати изобретений. Под руководством профессора А. Д. Беляевского защищены 26 кандидатских диссертаций и одна докторская.
В 1988 году по инициативе и под руководством Александра Дмитриевича Беляевского был проведён III Всероссийский съезд анестезиологов и реаниматологов.
Александр Дмитриевич многократно выступал с докладами на форумах различного уровня, был председателем на трёх международных конгрессах.
Умер Беляевский Александр Дмитриевич в 2013 году.

## Заслуги
- Заслуженный врач Российской Федерации.

## Членство в организациях
- Член президиума Федерации анестезиологов и реаниматологов России,

- Президент Федерации анестезиологов и реаниматологов ЮФО,

- Председатель Федерации анестезиологов и реаниматологов Ростовской области,

- Член редакционных советов журнала "Вестник интенсивной терапии и украинского журнала «Боль, заболевания и интенсивная терапия».